# Myopterus daubentonii
Myopterus daubentonii é uma espécie de morcego da família Molossidae. Pode ser encontrada no Senegal, Costa do Marfim, República Democrática do Congo e República Centro-africana.